# Bolbocaffer pannosum
Bolbocaffer pannosum är en skalbaggsart som beskrevs av Louis Albert Péringuey 1901. Bolbocaffer pannosum ingår i släktet Bolbocaffer och familjen Bolboceratidae. Inga underarter finns listade.